# فریز مرغ
فریز مرغ یک روستا در ایران است که در دهستان باقران واقع شده‌است. فریز مرغ ۷۸ نفر جمعیت دارد.